# Mikojan
Mikojan, tidligere kendt som Mikojan-Gurevitj (russisk: Микоян и Гуревич, МиГ), er et russisk militærflydesignbureau, mest af jagerfly.
Det var tidligere et sovjetisk designbureau, og blev grundlagt af Artem Mikojan og Mikhail Gurevitj som "Mikojan-Gurevitj". Ved Mikojans død i 1970 blev Gurevitj droppet fra bureauet navn. Bureauet bruger præfikset "MiG" på alle deres kreationer.
Mikojan er som de øvrige større russiske flyproducenter lagt ind under selskabet United Aircraft Corporation, der er ejet af den russiske regering.

## Modeller

### Produktion Mikojan Gurevich
- MiG-1, 1940
- MiG-3, 1941
- MiG-5, 1942
- MiG-7, 1944
- MiG-9 'Fargo', 1947
- MiG-13 (også MiG I-250 (N)), 1945
- MiG-13, 1950
- MiG-15 'Fagot', 1948, som blev brugt samtidigt med F-86 Sabre. Blev brugt meget i Koreakrigen
- MiG-17 'Fresco', 1954
- MiG-19 'Farmer', 1955, MiG’s første supersoniske jagerfly
- MiG-21 'Fishbed', blev brugt samtidigt med F-4 Phantom II, 1960
- MiG-23 'Flogger-A/B', 1974, et jagerfly med variabel pilgeometri
- MiG-25 'Foxbat', 1966, en mach 3-afskæringsjager (interceptor)

### Produktion Mikojan
- MiG-27 'Flogger-D/J', 1973, en jagerbomber udviklet fra MiG-23.
- MiG-29 'Fulcrum', 1983, sammenlignelig med F-18 Hornet fra USA.
- MiG-31 'Foxhound', 1983, erstattede MiG-25.
- MiG-33 'Fulcrum', 1989, en avanceret version af MiG-29, også kendt som MiG-29M.
- MiG-35 'Fulcrum', 2005, nyt (eksport?) navn for MiG-29M2, som er MiG-29MRCA (præfikset "MiG" er i kyrillisk, men suffikset "MRCA" er i latin skrift!) som offentliggjort i "Aviation and Cosmonautics" tidsskriftet. Et anden beslægtet er MiG-29OVT, som er en MiG-29M/33 med thrust vectoring.

### Eksperimentelle modeller – Mikojan Gurevich
- MiG-8, 1945
- MiG-I270, 1946
- MiG-23 – (først brugte) tidligt navn til E-8 (E-8/1 og E-8/2). 1960.

### Eksperimentelle modeller – Mikojan
- MiG-AT, 1992
- MiG-110, 1995
- MiG MFI objekt 1.44/1.42 , "Flatpack", 1986 til 2000 (Bemærk: MiG-35/MiG-37 betegnelserne er journalistudtryk eller PR-navne for 1.42/1.44 MFI (Multirole Frontline Fighter. På dansk: alsidig frontlinjejager) og LFI (lightweight frontline fighter. På dansk: Letvægtsfrontlinjejager) projekterne bureauet, ikke nødvendigvis i denne rækkefølge)
- MiG LFI projektet

### Aldrig færdiggjort – Mikojan Gurevich
- MiG-105 'Spiral', 1965

## Eksterne links
- Wikimedia Commons har flere filer relateret til Mikojan